# Mieczysław Kogut
Mieczysław Michał Kogut (ur. 29 września 1955 r. w Kluczborku) – polski duchowny rzymskokatolicki, kanonik honorowy wrocławskiej kapituły katedralnej; historyk, specjalizujący się w dziejach Kościoła na Śląsku; nauczyciel akademicki, profesor nauk teologicznych.

## Biografia
Urodził się w 1955 roku w Kluczborku. Po ukończeniu szkoły średniej wstąpił do Wyższego Metropolitalnego Seminarium Duchownego we Wrocławiu. W 1982 r. uzyskał stopień magistra  na Papieskim Wydziale Teologicznym we Wrocławiu. 22 maja 1982 otrzymał święcenia kapłańskie z rąk ówczesnego arcybiskupa metropolity wrocławskiego abpa Henryka Gulbinowicza. Kilka lat później na swoje macierzystej uczelni podjął studia doktoranckie zakończone w 1991 roku uzyskaniem stopnia naukowego doktora nauk teologicznych w dziedzinie historii Kościoła, na podstawie pracy pt. Struktura organizacyjna Kościoła i życie religijne wiernych okręgu milickiego w rozwoju historycznym, której promotorem był prof. Kazimierz Dola. W 2001 roku otrzymał tytuł naukowy doktora habilitowanego na podstawie rozprawy nt. Kościół katolicki w Archiprezbiteracie Żmigrodzkim w latach 1654-1945. W 2008 roku otrzymał tytuł profesora nauk teologicznych.
Obecnie pracuje jako profesor zwyczajny na Papieskim Wydziale Teologicznym we Wrocławiu, gdzie jest kierownikiem Katedry Historii Kościoła w Starożytności i Średniowieczu oraz Patrologii a równocześnie dyrektorem Instytutu Historii Kościoła i Teologii Pastoralnej.
Poza działalnością naukowo-dydaktyczną prowadzi działalność duszpasterską. Od 1991 do 1993 roku był proboszczem w Parafia św. Mikołaja Biskupa w Kaczorowie. W 1993 roku został inkardynowany do archidiecezji wrocławskiej w nowych jej granicach, co było spowodowane wydzieleniem z jej obszaru diecezji legnickiej na mocy bulli "Totus Tuus Poloniae populus" wydanej przez papieża Jana Pawła II. Objął wtedy probostwo w parafii Podwyższenia Krzyża Świętego w Sośnicy. Przyczynił się do ustanowienia sanktuarium, którego został kustoszem, w sośnickim kościele. Tytuł ten został nadany w 1999 roku.

## Dorobek naukowy
Zainteresowania naukowe Mieczysław Koguta związane są z zagadnieniami dotyczącymi dziejów duszpasterstwa parafialnego oraz życia religijnego wiernych na obszarze archidiecezji wrocławskiej do zakończenia II wojny światowej. Do jego najważniejszych prac należą:
- Historia Kościoła okręgu milickiego, Milicz 1996.
- Kasztelania milicka jako własność Kościoła wrocławskiego do roku 1358, Kluczbork 1996.
- Dzieje kościoła w kasztelanii milickiej do połowy XVII w., Kluczbork 1997.
- Szkic dziejów katolickiej parafii w Kaczorowie w latach 1957-1997, Kaczorów 1998.
- Historia Kościoła katolickiego w Kluczborku w latach 1945-1998. Parafia M.B. Wspomożenia Wiernych, Kluczbork 1998.
- Historia parafii Niepokalanego Poczęcia NMP w Bogatyni, tomy: 1-2, Bogatynia 2000.
- Warciańscy duszpasterze w latach 1957-1999, Kluczbork, Wrocław 2001.
- Kościelniki. Dzieje ewangelickiej i katolickiej parafii, Kościelniki 2001.
- Święte schody w Sośnicy, Kluczbork 2002.
- Dekanat Kąty Wrocławskie, części: 1-12, Kąty Wrocławskie, Sadków, Kluczbork 2003-2016; współautor: Stanisław Cały.
- Sośnica. Z dziejów wsi i katolickiej parafii, Wrocław 2009.
- Książę Władysław (1237-1270) arcybiskup Salzburga, administrator apostolski we Wrocławiu, Wrocław 2017.
- Wrocławska Canossa z 20 grudnia 1261 r., Wrocław 2018.